# Championnat de Hongrie de football 1901
Navigation
Saison suivante
La saison 1901 du Championnat de Hongrie de football est la toute première édition du championnat de première division en Hongrie, la Nemzeti Bajnokság. Les cinq meilleurs clubs de Budapest sont regroupés au sein d'une poule unique où ils se rencontrent deux fois au cours de la saison, à domicile et à l'extérieur. En fin de saison, le dernier du classement est relégué et remplacé par le champion de II. Osztályú Bajnokság, la deuxième division hongroise, tandis que les 3e et 4e jouent un barrage de promotion-relégation face aux 2e et 3e de D2.
C'est le Budapest TC qui termine en tête du classement final, après avoir gagné tous ses matchs, avec 6 points d'avance sur le Magyar Úszó Egylet et 9 sur le Ferencváros TC. C'est donc le premier titre de champion de Hongrie de l'histoire du club. À noter que le Műegyetemi AFC a abandonné la compétition après 4 matchs, les rencontres restantes lui sont données perdantes sur le score de 0-0. Il est donc automatiquement relégué en deuxième division.

## Les 5 clubs participants
| - Budapest TC - Műegyetemi AFC - Ferencváros TC - Magyar Úszó Egylet - Budapest SC |

## Compétition

### Classement
Le barème utilisé pour établir le classement est le suivant :
- Victoire : 2 points
- Match nul : 1 point
- Défaite, forfait ou abandon : 0 point

| Rang | Équipe             | Pts | J | G | N | P | Bp | Bc | Diff |
| ---- | ------------------ | --- | - | - | - | - | -- | -- | ---- |
| 1    | Budapest TC        | 16  | 8 | 8 | 0 | 0 | 37 | 5  | +32  |
| 2    | Magyar Úszó Egylet | 10  | 8 | 5 | 0 | 3 | 17 | 20 | -3   |
| 3    | Ferencváros TC     | 7   | 8 | 3 | 1 | 4 | 20 | 28 | -8   |
| 4    | Műegyetemi AFC     | 5   | 8 | 2 | 1 | 5 | 11 | 8  | +3   |
| 5    | Budapest SC        | 2   | 8 | 1 | 0 | 7 | 7  | 31 | -24  |

|  | Vainqueur du championnat de Hongrie 1901                                       |
|  | Participation au barrage de promotion-relégation                               |
|  | Relégation directe en II. Osztályú Bajnokság                                   |
|  | (T) Tenant du titre (C) Vainqueur de la Coupe de Hongrie (P) Promu de DDR-Liga |

### Matchs
| Résultats (▼dom., ►ext.) | BTC | BSC | FTC | MFC | MÚE |
| Budapest TC              |     | 4-0 | 8-0 | 5-2 | 7-0 |
| Budapest SC              | 0-5 |     | 4-5 | 0-0 | 2-4 |
| Ferencváros TC           | 3-5 | 5-1 |     | 2-2 | 3-5 |
| Műegyetemi AFC           | 0-0 | 4-0 | 0-0 |     | 3-1 |
| Magyar Úszó Egylet       | 0-3 | 4-0 | 3-2 | 0-0 |     |

#### Barrage de promotion-relégation
Les 3e et 5e du classement final affrontent les 2e et 3e de deuxième division lors d'un match simple.
| Équipe 1       | Résultat | Équipe 2                  |
| -------------- | -------- | ------------------------- |
| Ferencváros TC | 10 - 2   | Rákosszentmihályi SE (D2) |
| Budapest SC    | 0 - 0    | 33 FC (D2)                |

## Bilan de la saison
| Championnat de Hongrie de football 1901 |                         |
| Champion                                | Budapest TC (1er titre) |
| Coupes et trophées                      |                         |
| Vainqueur de la Coupe de Hongrie 1901   | Non disputée            |
| Promotions et relégations               |                         |
| Promus en Nemzeti Bajnokság             | 33 FC                   |
| Relégués en II. Osztályú Bajnokság      | Műegyetemi AFC          |